# Chelymorpha cribraria
Chelymorpha cribraria es un insecto coleóptero de la familia Chrysomelidae.
Fue descrita científicamente en 1775 por Fabricius.